# Libnotes (Neolibnotes) samoensis
Libnotes (Neolibnotes) samoensis is een tweevleugelige uit de familie steltmuggen (Limoniidae). De soort komt voor in het Australaziatisch gebied.